# S/2017 J 7
S/2017 J 7, o Júpiter LXVIII, es un satélite natural externo de Júpiter. Fue descubierto por Scott S. Sheppard y su equipo en 2017, pero no se anunció hasta el 17 de julio de 2018 a través de Minor Planet Electronic Circular del Minor Planet Center. Tiene aproximadamente 2 kilómetros de diámetro y orbita en un semieje mayor de aproximadamente 20.627.000 km con una inclinación de aproximadamente 143,4°. Pertenece al grupo de Ananke.